# هيرفيه رونار
هيرفيه رونار (بالفرنسية: Hervé Renard)‏ (مواليد 30 سبتمبر 1968) هو لاعب كرة قدم فرنسي محترف سابق ومدرب حالي مع منتخب فرنسا لكرة القدم للسيدات. سبق له وأن شغل منصب مدرب منتخب زامبيا الوطني حيث فاز معه بكأس الأمم الأفريقية 2012 ثم فاز بكأس الأمم الأفريقية 2015 مع منتخب ساحل العاج ليصبح بذلك أول مدرب يفوز بكأسين أفريقيين مع منتخبين مختلفين. درب منتخب المغرب لكرة القدم في كأس الأمم الأفريقية 2019 في مصر كما تأهل معه إلى كأس العالم بعد سنوات من القطيعة منذ اخر مشاركة لمنتخب المغرب عام 1998.
في يوم السبت 27 يوليو 2019 أعلن رونار تعاقده على تدريب المنتخب السعودي لكرة القدم. قبل أن يقدم استقالته في 28 مارس 2023، من أجل تدريب منتخب فرنسا لكرة القدم للسيدات بعد إقالة المدربة كورين دياسر.

## حياته المبكرة
وُلد رونار في 30 سبتمبر 1968 في إيكس ليبان، أوفيرني رون ألب.

## المسيرة الكروية
بدأ مسيرته في عالم كرة القدم كمدافع في صفوف نادي كان قبل أن ينتقل للعب في نادي ستاد دي فالاوريس ومن ثم إس سي دراغينيان في مسيرة لعب استمرت من 1983 إلى 1998.
بعد تقاعده كلاعب محترف، عمل كعامل نظافة؛ حيث كان يعمل هناك في الصباح ويتدرب مع دراغوينان في المساء، وفي النهاية بدأ شركته الخاصة للتنظيف.

## المسيرة التدريبية

### النشأة
بدأ رونار مسيرته التدريبية مع إس سي دراغينيان في عام 1999 ثم ترك الفريق في عام 2001. بعدها أصبح مساعد مدرب في الفريق الصيني غويزهو رينهي رفقة كلود لوروا من عام 2002 إلى 2003. انتقل إلى كامبريدج يونايتد في عام 2004 وهناك تعلم الحديث باللغة الإنجليزية. أصبح مدرب فني لنادي دا نام دينه عام 2004 لكنه سرعان ما تركهم بعد عدة أشهر من توليه للمنصب. أصبح مدرب لنادي تشيربورغ في عام 2005 ثم ترك استقال عام 2007. زادت شهرته عندما أصبح مساعد للمدرب كلود لوروا للمرة الثانية لكن هذه المرة للإشراف على منتخب غانا الوطني.
في أيار/مايو 2008 تم تعيينه مدربا لمنتخب زامبيا. وفي كأس إفريقيا للأمم 2010 قاد المنتخب إلى مرحلة الربع النهائي من البطولة للمرة الأولى بعد مضي 14 عاما. ترك رونار منتخب زامبيا في نيسان/أبريل 2010 قبل شهرين فقط من انتهاء عقده. بعد يومين من تاريخ استقالته؛ قرَّر رونار توقيع عقد جديد للإشراف على منتخب أنغولا. استقال من منصبه مجددا في تشرين الأول/أكتوبر 2010 وحل محله زيكا أمارال.

### اتحاد الجزائر (2011)
في 21 كانون الثاني/يناير عام 2011 توصل رونار لاتفاق مبدئي مع اتحاد الجزائر ليُشرف عليه كمدرب للنادي.حيث استمر في تدريبه مدة سنتين دون نجاح 

### زامبيا (2011 - 2013)
في 22 تشرين الأول/أكتوبر 2011 أعلن منتخب زامبيا عن توقيعه لعقد جديد مع هيرفي رونار وذلك لمدة سنة واحدة فقط. حينها قاد المنتخب إلى أول تتويج له بكأس الأمم الأفريقية 2012. تزامن فوز المنتخب مع حادث طائرة منتخب زامبيا التي تحطمت على بعد أميال فقط من موقع النهائي في الغابون.
في مايو/أيار 2012 أعلن شيشيمبا كامبويلي وزير الرياضة الزامبي رغبته في توقيع رونارد لعقد جديد مع المنتخب قبل نهاية عقده. تم إقصاء زامبيا من مرحلة المجموعات في كأس الأمم الأفريقية 2013 وحينها اعترف رونار بخطأه وبأنه يتحمل كامل المسؤولية في هذا الخطأ، لكنه عاد لإثارة الجدل مجددا بعد انتقاده للكاف بسبب عدم سماح هذا الأخير للمنتخب الزامبي الفائز ببطولة 2012 بالتنافس على كأس القارات 2013.
فسخ رونار عقده مع المنتخب وأصدر بيانا يُؤكد فيه توقيعه على عقد جديد في تشرين الأول/أكتوبر 2013 مع النادي الفرنسي سوشو.

### سوشو (2013 - 2014)
في 7 تشرين الأول/أكتوبر 2013 أُعلن رسميا على أن رونار بات المدرب الأول لنادي سوشو الذي كان ينشط في دوري الدرجة الأولى الفرنسي. في نيسان/أبريل 2014 لمَّح رونار إلى إمكانية إشرافه على تدريب منتخب المغرب.
عانى نادي سوشو كثيرا في البطولة؛ وكان يخوض معركة البقاء في الدوري في عام 2014. فشل سوشو في تجنب الهبوط مما دفع بهيرفي إلى تقديم استقالته في وقت لاحق من ذلك الشهر. في تموز/يوليو 2014؛ انتشرت شائعات كثيرة تقول أن رونار سيُشرف على منتخب ساحل العاج دون مزيد من التفاصيل.

### ساحل العاج (2014 - 2015)

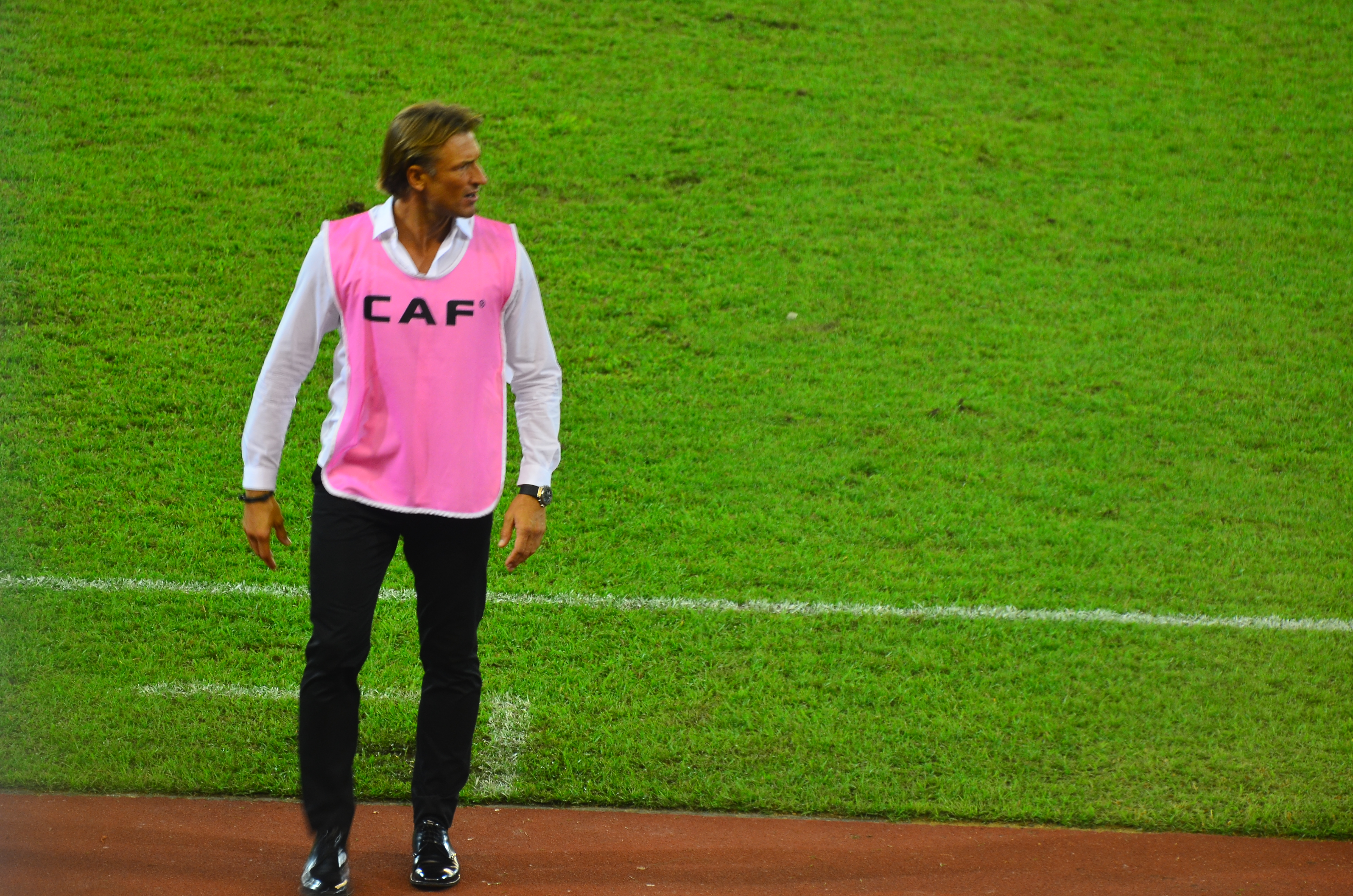
هيرفي رونار خلال مباراة ساحل العاج-الجزائر إبان كأس الأمم الإفريقية 2015.

تم تعيين رونار كمدرب رسمي لمنتخب ساحل العاج في تموز/يوليو من عام 2014. شارك في كأس الأمم الأفريقية 2015 وقد أثنى على تنظيم البطولة، قبل أن يتمكن من الفوز بها مع منتخب الفيلة ليُصبح بذلك أول مدرب يفوز بلقبين في منافسة كأس الأمم الأفريقية مع منتخبين مختلفين.

### ليل (2015)
أصبح رونار مدربا لنادي ليل الفرنسي في أيار/مايو 2015. في 11 تشرين الثاني/نوفمبر من نفس العام أُقيل هيرفي بسبب سوء النتائج خاصة وأن الفريق جمع 13 نقطة فقط في ظرف 13 مباراة في الدوري.

### المغرب (2016 - 2019)
في 10 فبراير 2016، أعلنت الجامعة الملكية المغربية لكرة القدم في بيان لها التوصل إلى اتفاق بالتراضي مع المدرب بادو الزاكي لإنهاء عقده من منصبه كمدرب للمنتخب المغربي لأسباب أرجعتها الجامعة في بيانها ل"عدم الاستقرار الذي طبع اختيارات المدرب، والنتائج المتضاربة التي خيمت على المنتخب طيلة 20 شهرا بالإضافة لتوتّر العلاقة بينه وبين عناصر الطاقم التقني للمنتخب". معلنة تعيين مدرب جديد في الأيام المقبلة. فيما تكهنت منابر إعلام فرنسية ومغربية قرب التعاقد مع المدرب الفرنسي هيرفي رونار خلفا له.
في 16 فبراير 2016، تم تنصيب هيرفي رونار مدربا للمنتخب المغربي ومنتخب المحليين ومشرفا على المنتخب الأولمبي خلفًا للمدرب بادو الزاكي بهدف تأهيل المغرب لكأس إفريقيا للأمم 2017 وكأس العالم لكرة القدم 2018 بأجر شهري بلغ 61,5 ألف دولار مع إمكانية رفعه إلى 82 ألف دولار في حالة التأهل إلى نهائيات كأس العالم 2018 المقامة في روسيا. انتشرت بعدها شائعات تُفيد تخلي رونار عن تدريب أسود الأطلس لصالح منتخب الجزائر. وهو الخبر الذي نفاه رونار مصرحا أنه لم يتلقى أي عرض من طرف المسؤولين عن المنتخب الجزائري قبل تعاقده مع الجامعة الملكية المغربية لكرة القدم، عززه نفي رئيس الإتحاد الجزائري محمد روراوة أي تواصل مع هيرفي رونار حتى عندما أقيل من منصبه كمدرب لفريق ليل الفرنسي مضيفا «"ليس من ممارساتنا المعتادة الاتصال بمدير تحت توظيف اتحاد آخر. لن ننخرط أبدًا في مثل هذا العمل غير المسؤول وغير المقبول"».

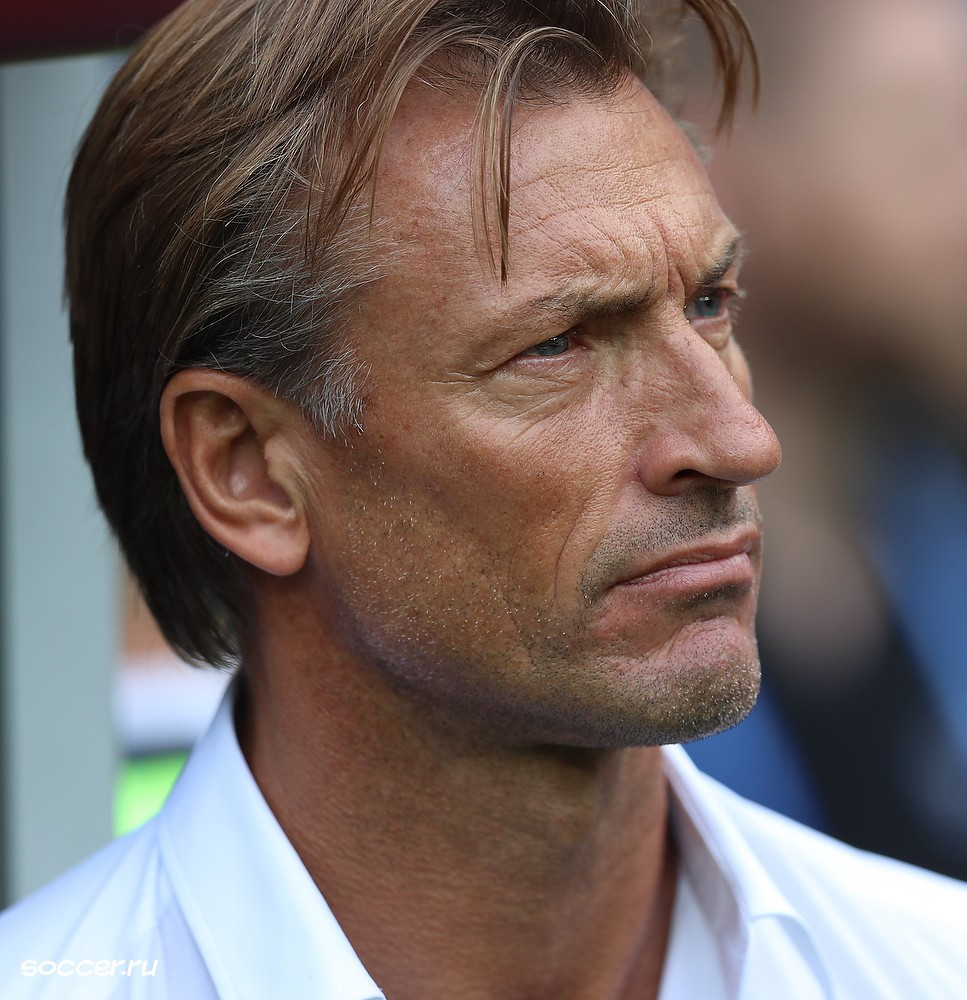
هيرفي رونار خلال مباراة المغرب -البرتغال خلال كأس العالم 2018.

قاد رونار المنتخب المغربي في أول مباراةٍ رسمية له إلى الفوز ذهابا وإيابا أمام منتخب الرأس الأخضر في إطارِ تصفيات كأس الأمم الإفريقية 2017، ليضمن بذلك تأهل المغرب لكأس الأمم الإفريقية 2017. خلال هذه المسابقة المنظمة في الغابون، ورغم غياب العديد من اللاعبين المغاربة بسبب الإصابة (مثل سفيان بوفال، يونس بلهندة، نور الدين أمرابط، عادل تاعرابت وغيرهم)، استطاع المنتخب المغربي إبهار الجميع بفوزه على منتخب ساحل العاج حامل اللقب، مما سمح لأسود الأطلس بالمرور إلى الدور الربع النهائي بعد 13 عاما من القطيعة منذ كأس الأمم الإفريقية 2004. قبل أن يغادر المنافسة بعد الخسارة أمام منتخب الفراعنة بهدف دون رد في الدقائق الأخيرة من عمر المبارة على الرغم من الأداء الجيد للأسود الذي لاقى إشادة جماهيرية وإعلامية كبيرة. مما حذى بإتحاد جنوب افريقيا لكرة القدم للإعلان رغبته التعاقد مع هيرفي رونار لتدريب منتخب البافانا، قبل أن تعلن الجامعة المغربية تمديدها لعقد رونار إلى غاية 2022.
في 11 نوفمبر 2017، حقق رونار إنجازا تاريخيا مع المنتخب المغربي بتأهله رسميًا لكأس العالم 2018 بعد أكثر من 20 سنة من الغياب المغربي عن المنافسة إثر فوز أسود الأطلس بثنائية نظيفة على منتخب ساحل العاج في عقر داره لأول مرة في تاريخ المواجهات بين البلدين والمرة الثانية على التوالي بعد إقصاء الأسود لمنتخب الفيلة في كأس الأمم الإفريقية 2017. كما سجل المنتخب المغربي إنجازا تاريخيا باعتباره أقوى دفاع في العالم بعد أن حافظ حارس الأسود منير المحمدي على شباكه نظيفة طيلة التصفيات الاقصائية المؤهلة لكأس العالم 2018.

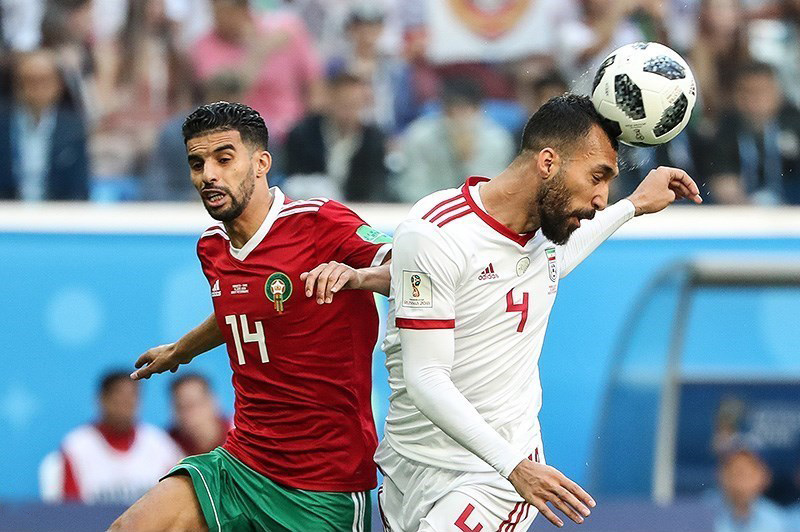
المغربي مبارك بوصوفة ضد المدافع الإيراني روزبه جشمي

في 15 يونيو 2018، خاض المنتخب المغربي بقيادة الثعلب الفرنسي هيرفي رونار مبارته الأولى ضمن منافسات كأس العالم 2018 المقام في روسيا ضد المنتخب الإيراني لأول مرة في تاريخ المواجهات بين البلدين، ورغم سيطرة الأسود على مجريات المباراة وإهدار العديد من فرص التسجيل، خسر المغرب في الوقت البدل الضائع من عمر اللقاء بهدف عكسي سجله المهاجم المغربي البديل عزيز بوحدوز ضد مرماه في الدقيقة 95 مانحا إيران أول فوز لها في المونديال منذ كأس العالم 1998 وأول فوز لها على منتخب عربي وافريقي في كأس العالم. بعد 5 أيام، حاول المنتخب المغربي الرجوع في المنافسة بخوض مباراة مصيرية ضد منتخب البرتغال ورغم الأداء القوي وإهدار أسود الأطلس للعديد من الفرص أقصي المغرب من المنافسة العالمية بعد الخسارة بهدف دون رد سجله اللاعب البرتغالي كريستيانو رونالدو في الدقيقة الرابعة من بداية الشوط الأول، ليلعب المنتخب المغربي مباراته الشرفية الأخيرة بندية وقتالية عالية ضد منتخب إسبانيا كانت قاب قوسين أو أدنى من إخراج لاروخا من المنافسة مما أجبر المنتخب الإسباني على البحث عن التعادل في الدقائق الأخيرة من عمر المباراة.

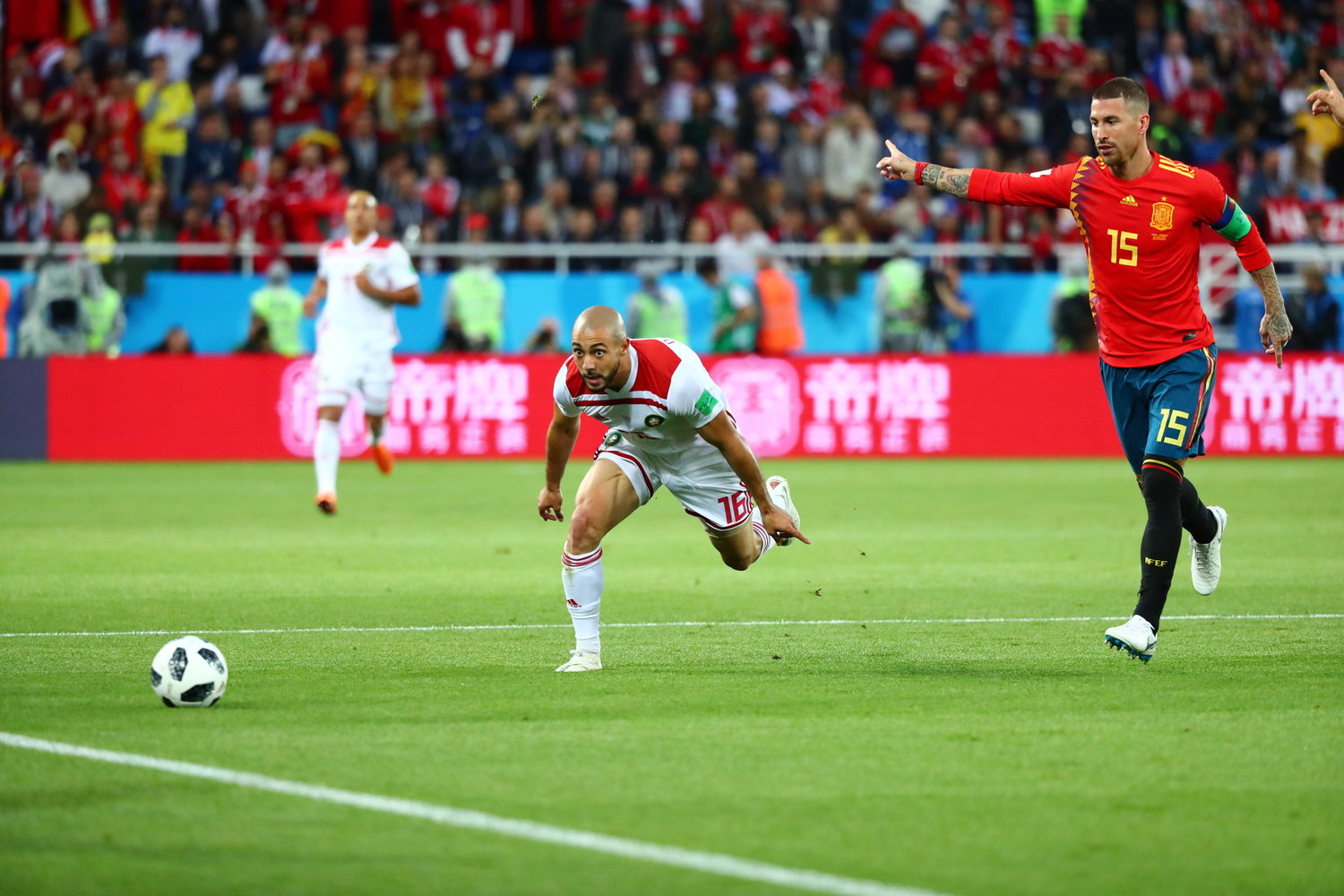
نورالدين أمرابط وسيرجيو راموس خلال أخر مباراة في مجموعة المغرب

رغم مغادرة لمنتخب المغرب لكأس العالم 2018 من دوري المجموعات إلا أن الأداء المشرف والقتالية العالية أمام عمالقة المستديرة في أوروبا جعله محط تنويه وإعجاب من وسائل الإعلام العربية والدولية، وحذى بعدة اتحادات كروية لإعلان رغبتها في التعاقد مع المدرب هيرفي رونار من ضمنها الإتحاد الجزائري والإتحاد المصري قبل أن يصرح رونار مواصلة مشواره مع الجامعة الملكية المغربية لكرة القدم إلى حدود سنة 2022.
في يوليو 2019، شارك المغرب في منافسة كأس الأمم الإفريقية بثقة عالية رشحه معها أغلب المحللين الرياضيين للفوز باللقب خاصة بعد الأداء المشرف الذي قدمه المغرب في كأس العالم المقام في روسيا. ومع ذلك، على الرغم من فوزه بثلاثة انتصارات متتالية في دور المجموعات، خسر المغرب بشكل صادم أمام منتخب البنين في دور 16، أعلن خلالها هيرفي رونار تحمله المسؤولية الكاملة في "الخروج المفاجئ". بعد أيام قليلة، أعلن الثعلب الفرنسي تقديم استقالته من تدريب الأسود في بيان على صفحته الرسمية على موقع التواصل تويتر يوم الأحد 21 يوليو من نفس السنة.
تميز أسلوب هيرفي رونار خلال مسيرته مع الأسود بالبصمة الفنية والتكتيكية للفريق المغربي الذي كان يفتقر إلى التماسك قبل وصوله.

### السعودية (2019 - 2023)
في 28 يوليو 2019، أعلن هيرفي رونار أنه وقع مع الاتحاد السعودي لكرة القدم عقدا لمدة سنتين لتدريب المنتخب السعودي ليكون بذلك أول مدربٍ فرنسي يُشرف على قيادة الأخضر.
خاضَ رونار أول مباراةٍ له مع المنتخب السعودي في 10 سبتمبر 2019 أمام المنتخب اليمني في إطارِ تصفيات كأس العالم 2022 حيث انتهت النتيجة بالتعادل الإيجابي هدفين لكل فريق. بعدها قادَ هيرفي رونار منتخب السعودية في خليجي 24 وقد نجحَ في تخطّي الدور الأول بستّ نقاطٍ بعد سقوطٍ مدوٍ في الجولة الافتتاحية أمام المنتخب الكويتي بـ 3 أهداف مقابل هدف وحيد قبل أن يتدارك الأمر في الجولتين المواليتين ليمرّ للدور الثاني بستّ نقاط؛ هناك حيثُ قابل المنتخب القطري مُستضيف البطولة وتمكَّن من الإطاحةِ به بهدفٍ نظيفٍ مُتأهلًا بذلك للدور النهائي من أجلِ مقابلة منتخب البحرين المتأهل سلفًا على حسابِ نظيرهِ العراقي بركلات الترجيح.
في مارس 2022، قاد رونار منتخب السعودية لكرة القدم للتأهل لكأس العالم 2022 المقام بقطر ليتصدر بذلك لائحة المدربين الأجانب الأكثر تحقيقا للانتصارات مع الأخضر بما مجموعه 18 انتصارا متخطيا المدرب الهولندي جيرارد فاندرليم بفارق انتصار واحد. وخلال المباراة الافتتاحية لكأس العالم 2022، استطاع رونار قيادة المنتخب السعودي للإطاحة بمنتخب الأرجنتين بقيادة ليونيل ميسي المرشح الأبرز للفوز بالبطولة بنتيجة هدفين لهدف فيما اعتبر أحد أكبر النتائج المفاجئة في تاريخ كأس العالم. لكن سرعان ما خيب المنتخب الأخضر التوقعات بعد خسارته للمباراتين المتتاليتين أمام كل من منتخب بولندا ومنتخب المكسيك، ليغادر البطولة من دور المجموعات. ورغم النتائج السلبية للأخضر في المنافسة، جرى في 27 مايو 2022 تمديد عقد هيرفي رونار لمدة 5 سنوات حتى عام 2027.
في 28 مارس 2023، قدم هيرفي رونار استقالته كمدرب لمنتخب السعودية من أجل تدريب منتخب فرنسا لكرة القدم للسيدات بعد إقالة المدربة كورين دياسر. في 29 مارس، بناء على طلبه وافق الاتحاد السعودي لكرة القدم على استقالته.

### منتخب فرنسا للسيدات (2023- 2024)
في 30 مارس 2023، أصبح هيرفي رونار رسميًا مديرًا للمنتخب الفرنسي للسيدات، خلفًا للمدربة كورين دياسر بعقد يستمر حتى أغسطس 2024.

## الحياة الخاصة
رينارد على علاقة مع فيفيان دياي، أرملة المدرب الفرنسي برونو ميتسو. كان أجداده لأمه من بولندا.

## الإنجازات
زامبيا
- الفوز بكأس الأمم الافريقية 2012.
- الفوز بكأس كوسافا 2013.

ساحل العاج
- الفوز بكأس الأمم الأفريقية 2015.

المغرب
- بلوغ ربع نهائي كأس الأمم الافريقية 2017.
- التأهل لكأس العالَم 2018.

السعـوديـة
- وصيف كأس الخليج العربي 24
- التأهل لكأس العالَم 2022[114]

فردية
- أفضل مدرب في إفريقيا : 2012، 2015، 2018

## وصلات خارجية
- هيرفيه رونار على موقع قاعدة بيانات كرة القدم.إي يو (الإنجليزية)
- هيرفيه رونار على موقع ناشيونال فوتبول تيمز (الإنجليزية)
- هيرفيه رونار على موقع Soccerbase.com (مدرب) (الإنجليزية)
- هيرفيه رونار على موقع Soccerway.com (الإنجليزية)
- هيرفيه رونار على موقع عالم كرة القدم.نت (الإنجليزية)